# Маньчжурія (місто)
Маньчжурія (спрощ.: 满洲里; піньїнь: Mǎnzhōulǐ; рос. Маньчжу́рия; монг. Манжуур хот; ᠮᠠᠨᠵᠤᠤᠷ ᠬᠣᠲᠠ) — міський повіт міського округу Хулунбуїр автономного району Внутрішня Монголія. Знаходиться за 4 км від кордону з Росією та за 6 км від Забайкальську; є найбільшим сухопутним прикордонним пунктом на китайсько-російському кордоні і початковим пунктом китайської автомагістралі загальнонаціонального значення Китайське національне шосе 301.

## Адміністративно-територіальний статус

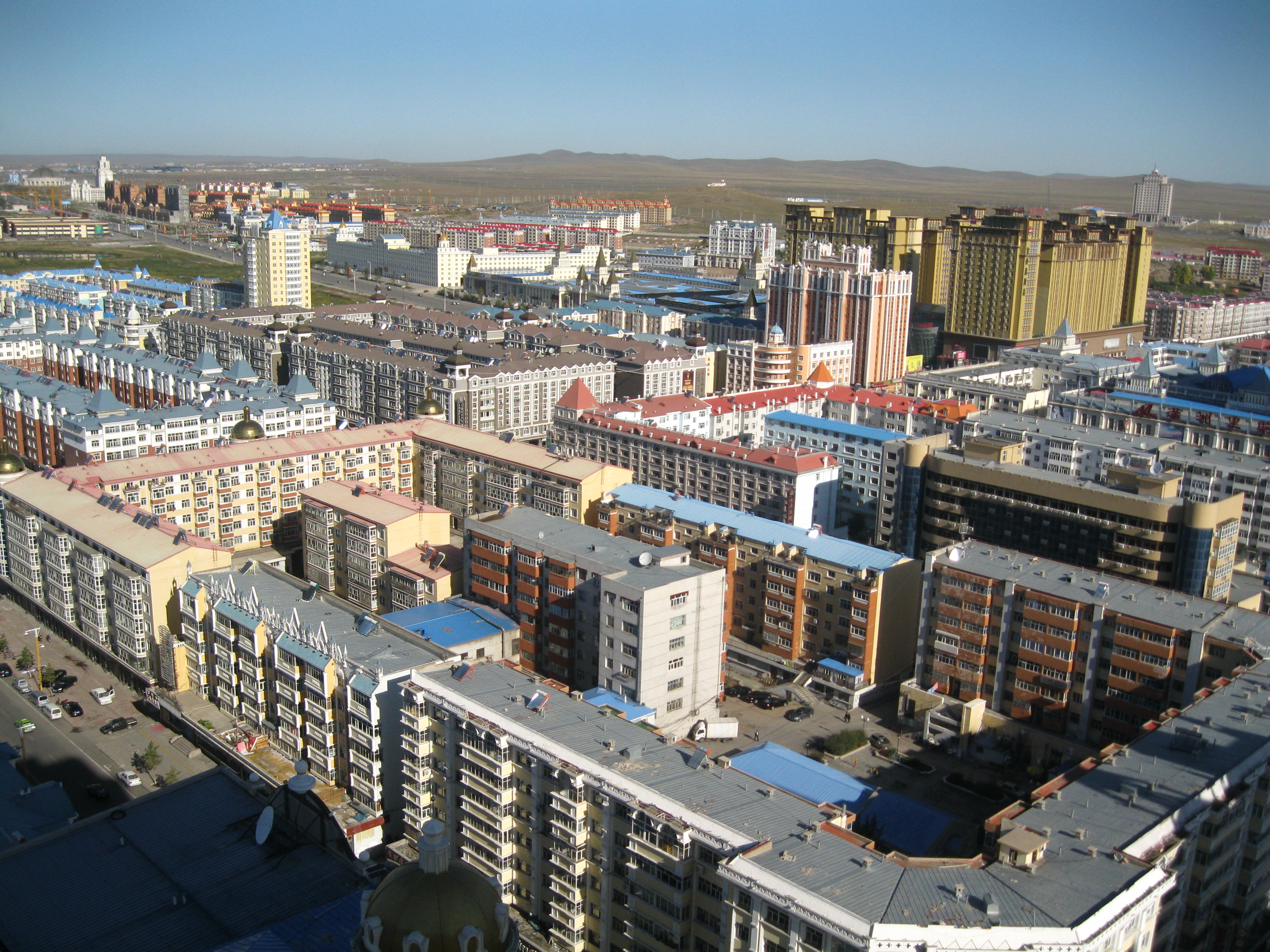
Вид на місто з висоти пташиного польоту

Хоча згідно з офіційною трирівневою схемою адміністративно-територіального поділу КНР Маньчжурія і є міським повітом (县级市), спеціально для неї урядом Внутрішньої Монголії введено особливий рівень адміністративного поділу, відсутній в загальнокитайській системі: 准地级市 — «рівний по статусу міському округу».

## Історія
У різні епохи з найдавніших часів сьогоденний терен міста було заселено різноманітними племена. У їх числі хунну, дунху, чжурчжені, кидані, сяньбі, монголи тощо. З часів імперії Цін річка Аргунь стала кордоном Росії та Китаю.
У 1901 році згідно з Російсько-Китайським договором було закінчено будівництво Китайсько-Східної залізниці, яка сполучила автономну область Маньчжурія з Сибіром та Далеким Сходом. Біля кордону виникла станція Маньчжурія, яка згодом виросла у місто.
У 1909 році на цій території був офіційно утворений повіт Лубінь (胪 滨 县) провінції Хейлунцзян. Зростання населення на цій території викликало необхідність уточнення проведення кордону; Цицикарський протокол 1911 року залишив ці землі за Китаєм. Після Синьхайської революції повіт Лубінь було скасовано.
У 1923 році повіт Лубінь було утворено знову. У 1931 році почалася окупація китайського Північного Сходу японцями, які в 1932 році створили маріонеткову державу Маньчжоу-го. У 1933 році влада Маньчжоу-го скасували повіт Лубіна. У 1941 році Маньчжурія отримала статус міста, безпосередньо підлеглого уряду провінції Сін'ань.
Після утворення в 1949 році автономного району Внутрішня Монголія, місто Маньчжурія було в складі аймака Хуна (呼 纳 盟). У 1953 році схід Внутрішньої Монголії був виділений в особливу адміністративну одиницю, а Маньчжурія була підпорядкована безпосередньо уряду автономного району. У 1954 році місто увійшло до складу аймака Хулунбуїр, в 1969 році разом з аймаком увійшло до складу провінції Хейлунцзян, в 1979 році разом з аймаком повернулося до складу Внутрішньої Монголії.
У 1992 році Маньчжурія стає містом відкритої торгівлі. Через це, в 1992—1997 роках в будівництво міста було інвестовано 2 мільярди доларів.

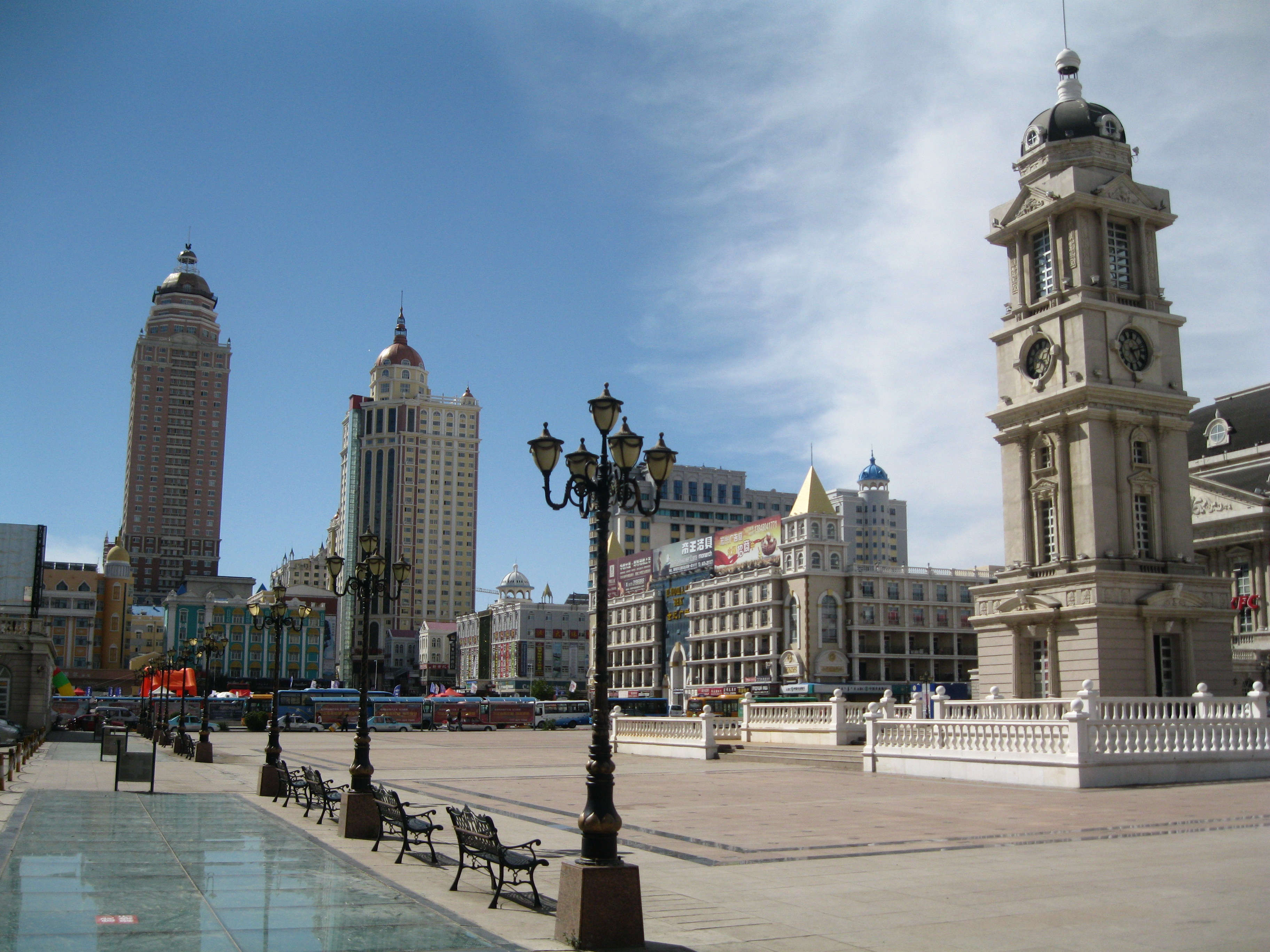
Майдан Століття
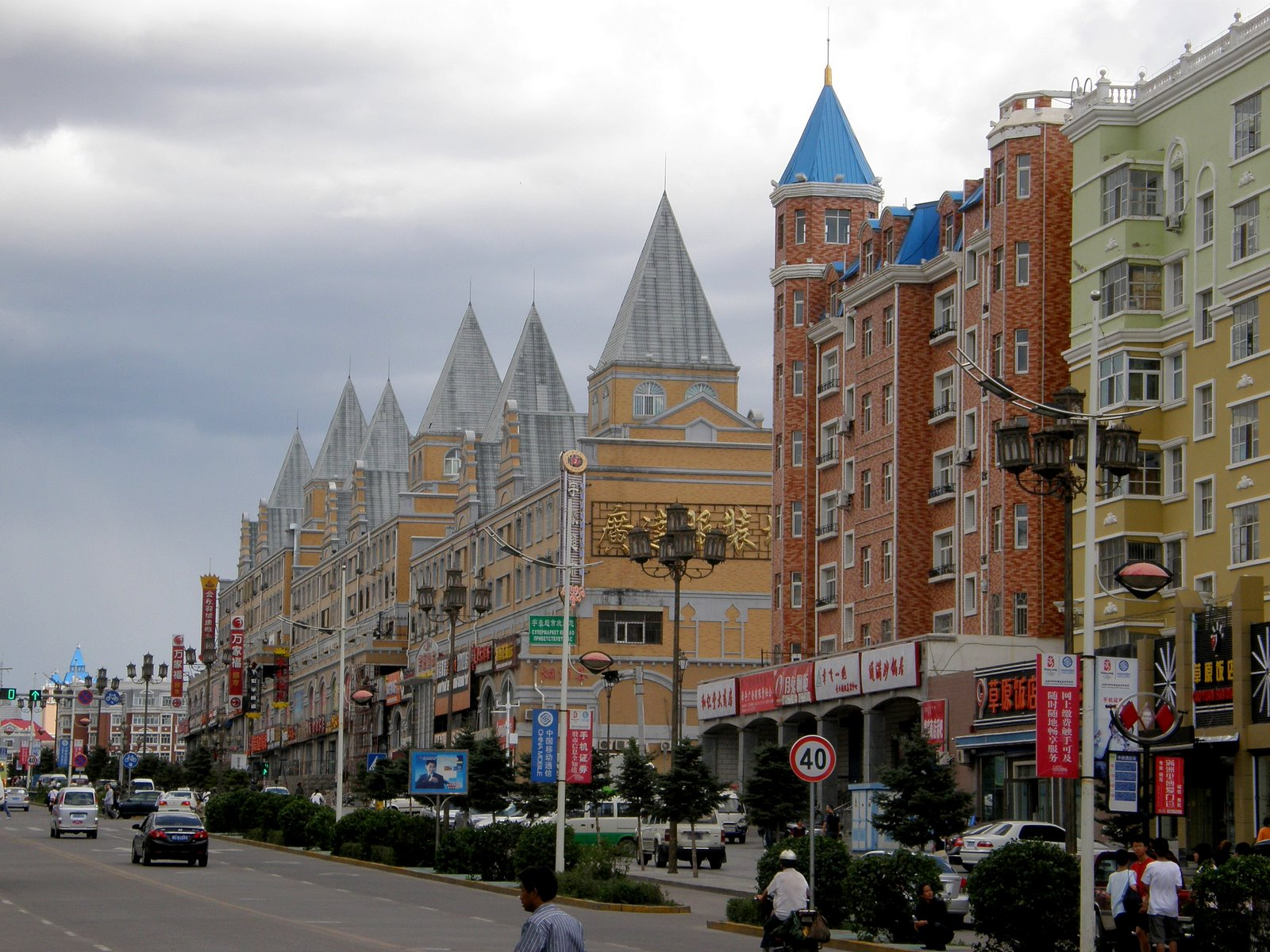
Європейська архітектура Маньчжурії

## Фізико-географічна характеристика
Місто Маньчжурія розташовано в західній частині міської округи Хулунбуїра за 190 км від його адміністративного центру. На півночі межує з Росією, а на заході, півдні та сході — з іншими частинами округу.
За 30 км на південь від міста розташоване озеро Далайнор.

### Клімат
| Клімат Маньчжурія                                   | Клімат Маньчжурія | Клімат Маньчжурія | Клімат Маньчжурія | Клімат Маньчжурія | Клімат Маньчжурія | Клімат Маньчжурія | Клімат Маньчжурія | Клімат Маньчжурія | Клімат Маньчжурія | Клімат Маньчжурія | Клімат Маньчжурія | Клімат Маньчжурія | Клімат Маньчжурія |
| Показник                                            | Січ.              | Лют.              | Бер.              | Квіт.             | Трав.             | Черв.             | Лип.              | Серп.             | Вер.              | Жовт.             | Лист.             | Груд.             | Рік               |
| Абсолютний максимум, °C                             | −0,6              | 8,1               | 18,4              | 30,0              | 34,3              | 37,8              | 37,9              | 36,6              | 32,9              | 25,6              | 11,0              | 1,2               |                   |
| Середня температура, °C                             | −23,3             | −19,4             | −9,9              | 1,8               | 10,9              | 17,4              | 19,6              | 16,9              | 9,6               | −0,1              | −12               | −20,3             | −0,63             |
| Абсолютний мінімум, °C                              | −40,5             | −40,5             | −33,1             | −21,6             | −11,6             | −2,4              | 2,5               | 0,8               | −9,5              | −23,8             | −34               | −39,4             |                   |
| Середня кількість сонячних годин на місяць          | 186               | 198               | 248               | 270               | 279               | 300               | 279               | 279               | 240               | 217               | 180               | 155               |                   |
| Норма опадів, мм                                    | 0.8               | 0.8               | 2.4               | 6.7               | 16.3              | 59.0              | 98.5              | 76.7              | 32.6              | 6.0               | 1.9               | 1.7               |                   |
| Днів з опадами                                      | 1,8               | 1,7               | 2,7               | 3,5               | 5,3               | 10,8              | 13,9              | 12,1              | 8,1               | 3,6               | 2,8               | 3,6               |                   |
| --------------------------------------------------- | ----------------- | ----------------- | ----------------- | ----------------- | ----------------- | ----------------- | ----------------- | ----------------- | ----------------- | ----------------- | ----------------- | ----------------- | ----------------- |
| Джерело: Weather China, World Climate Guide (сонце) |                   |                   |                   |                   |                   |                   |                   |                   |                   |                   |                   |                   |                   |

## Адміністративно-територіальний поділ
Міський повіт Маньчжурія має поділ на 1 район міського підпорядкування, та 11 підрайонів.

## Економіка
Економіка Маньчжурії головним чином базується на шоп-турах та вихідному туризмі. Тут зосереджена велика кількість приватних бутиків, крамниць, великих торгових центрів і готелів. Також широкий вибір дозвілля.
Через міський повіт проходить близько 60 % всього експорту Китаю, який прямує до Росії та інші країни Східної Європи.

## Транспорт

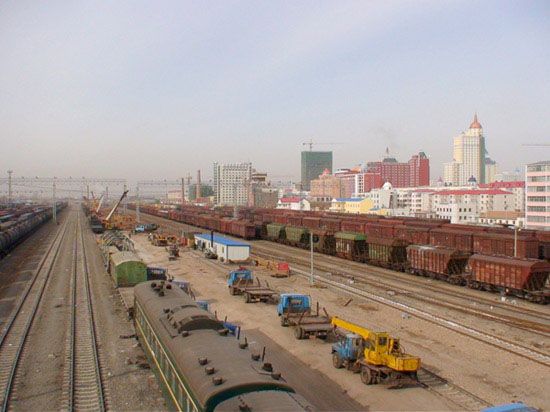
Залізничний вокзал міста

### Залізниця
Оскільки Маньчжурія є прикордонним і митним пунктом, тут знаходяться великий вантажний залізничний термінал та пасажирський вокзал. Перехід Маньчжурія — Забайкальськ сполучає Біньчжоуську залізницю із Забайкальської залізницею.
Через Маньчжурію проходять вантажні та пасажирські потяги далекого прямування Пекін — Москва тощо. Також популярні туристичні маршрути: Маньчжурія — Чита, Маньчжурія — Іркутськ, Маньчжурія — Улан-Уде.

### Автомобільний транспорт
У Маньчжурії бере початок автомагістраль загальнонаціонального значення Годао 301 та траса S203.

### Повітряний транспорт
У 2004 році в Маньчжурії був побудований аеропорт з однією злітно-посадковою смугою, який знаходиться за 9 км від центру повіту. Це дозволяє дістатися до центру Маньчжурії всього за 10 хвилин. Поїздка на таксі обійдеться приблизно в 30 юанів.
У 2009 році аеропорту присвоїли статус міжнародного. Тому в Маньчжурію були відкриті регулярні рейси з Іркутська, Чити, Красноярська та Улан-Уде.